# Neumühle (Großeibstadt)

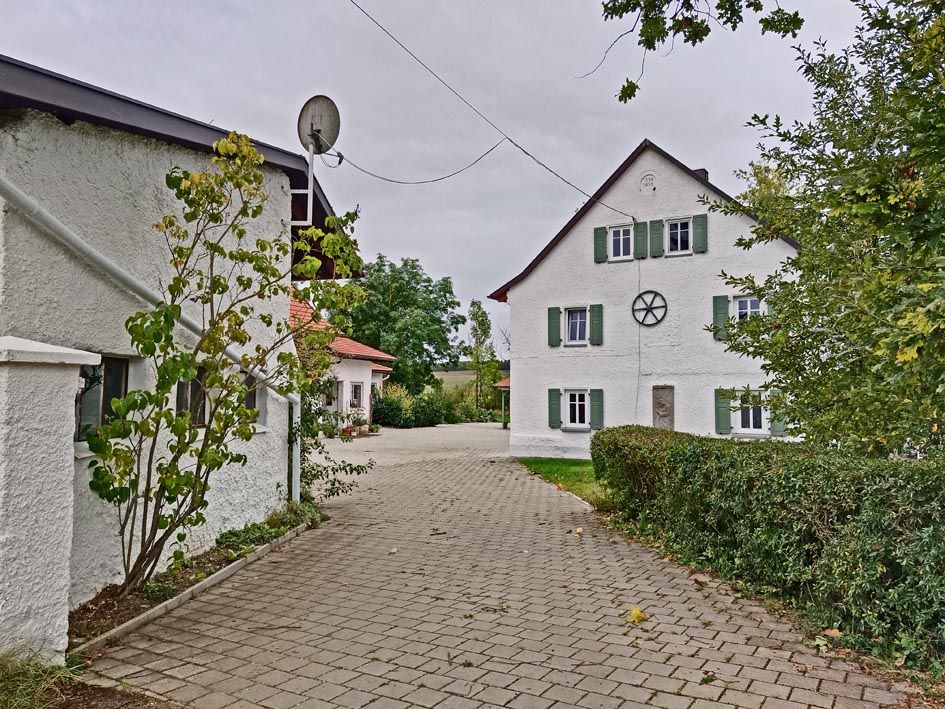
Neumühle in Großeibstadt

Neumühle ist ein Gemeindeteil der Gemeinde Großeibstadt im unterfränkischen Landkreis Rhön-Grabfeld in Bayern.

## Lage
Die Einöde liegt direkt am Fluss Fränkische Saale.

## Geschichte
1495 die „Neue Mühl hat zwei Mahlgänge“; 1621 „die Gemeindemühl zu großen Eybstadt“, 1692 „bey der undern und gemeineen Mühl“